# Спаська Софія Гітманівна
Софія Гітманівна Спаська, до шлюбу Каплун, рос. Со́фья Ги́тмановна Спа́сская (Каплу́н) (*9 травня 1901 (за іншими джерелами 5 вересня), Санкт-Петербург — †1962, Ленінград) — російська художниця тривимірного простору, скульпторка. Членкиня Вільної філософської асоціації (Вольфіл). Анархістка.
Перша дружина письменника С. Д. Спаського; сестра працівника Петроради Б. Г. Каплуна (чоловіка балерини О. С. Спесивцевої); племінниця М. С. Урицького. Товаришувала з поетом Андрієм Бєлим.

## Біографія
Софія Спаська жила та працювала в Ленінграді, в квартирі № 34 на Мойці, 11. В квартирі, де вона мешкала з матір'ю та братом, часто бувало багато письменників та людей мистецтва. Це був останній будинок, в якому гостював Микола Гумільов за день до свого арешту. Навчалася Софія Каплун у Всеросійській академії мистецтв на скульптурному факультеті. Дипломна робота — «Двофігурна композиція». Відвідувала заняття та лекції Андрія Бєлого у Вільній філософській асоціації, була його подругою та конфідентом.
У 1920-х одружилася з письменником С. Д. Спаським. У 1933 році народила дочку Вероніку. В 1937 році Софія Спаська була заарештована за статтею 58-8 (терор). На допитах перечисляла збірки та лекції, на яких юною бувала у революційні роки, в тому числі і клуб терористів. Також про зібрання в цьому клубі її розпитував і письменник Олексій Толстой і описав їх з її слів в романі «Ходіння по муках». Потім багато років перебувала в ув'язненні та заслані. Чоловік, не дочекавшись її повернення, одружився з сестрою Софії Спаської — Кларою, співачкою та художньою редакторкою одного з ленінградських видань, яка одразу ж після арешту Софії взяла до себе на виховання її дочку. Після звільнення Софія Спаська героїчно вивезла з Баїму лежачу хвору, політкаторжанку Варвару Яківну Рейфшнейдер — помирати до рідних. Взяла з собою також і безнадійну хвору Бетті Ельберфельд. Так як в Ленінграді Спаській жити не дозволялося, вона жила в Лузі. У грудні 1948 року вона знову була заарештована та відіслана в один з районів Красноярського краю. Сильно хворіла та важко зносила умови заслання. Після смерті Сталіна повернулася в Ленінград.
В долі Спаської зіграла роль також і Спілка художників: допомогла знайти кімнату, зняти ательє, забезпечили багатьма скульптурними замовленнями. Дали можливість відпочивати в Будинках творчості. Завдяки напруженій праці та виконанню скульптурних замовлень Софія Спаська заробила собі хорошу пенсію і невдовзі після цього, в 1962 році, померла.